# Professeur Holland
Pour plus de détails, voir Fiche technique et Distribution.
Professeur Holland (Mr Holland's Opus) est un film américain réalisé par Stephen Herek, sorti en 1995.

## Synopsis
En 1965, Glenn Holland jeune compositeur ambitieux, commence comme professeur de musique dans un lycée, alors qu'il tente parallèlement de composer une symphonie qui lui permettra de devenir célèbre. Mais il se découvre petit à petit une véritable passion pour l'enseignement et va finalement rester et enseigner dans le même lycée pendant trente ans en consacrant à ses élèves et à son métier le meilleur de lui-même.

## Fiche technique
- Titre français : Professeur Holland
- Titre original : Mr Holland's Opus
- Titre québécois : L'Opus de M. Holland
- Réalisation : Stephen Herek
- Scénario : Patrick Sheane Duncan (en)
- Musique : Michael Kamen
- Directeur de la photographie : Oliver Wood
- Montage : Trudy Ship
- Décors : David Nichols
- Costumes : Aggie Guerard Rodgers
- Production : Robert W. Cort (en), Ted Field, Michael Nolin
- Sociétés de production : PolyGram Filmed Entertainment, Hollywood Pictures, Interscope Communications
- Société de distribution : Buena Vista Pictures ( États-Unis), PolyGram Film Distribution ( France)
- Budget : 15 000 000 $
- Pays d'origine :  États-Unis
- Langue originale : anglais et ASL
- Format : Couleurs - 2,35:1 - Dolby Digital - 35 mm
- Genre : Comédie Dramatique
- Durée : 143 minutes
- Dates de sortie :
  -  États-Unis : 29 décembre 1995
  -  Belgique : 10 avril 1996
  -  Suisse : 12 avril 1996
  -  France : 17 avril 1996

## Distribution
- Richard Dreyfuss (VF : Michel Papineschi ; VQ : Luis de Cespedes) : Glenn Holland
- Glenne Headly (VF : Odile Cohen ; VQ : Élizabeth Lesieur) : Iris Holland
- Jay Thomas (VQ : Benoît Rousseau) : Bill Meister
- Olympia Dukakis (VF : Sylvie Joly ; VQ : Françoise Faucher) : la principale Jacobs
- William H. Macy (VF : Jacques Brunet ; VQ : Mario Desmarais) : le vice-principal Wolters
- Alicia Witt (VF : Marie-Eugénie Maréchal ; VQ : Aline Pinsonneault) : Gertrude Lang
- Terrence Howard (VF : Mouss Diouf ; VQ : Olivier Visentin) : Louis Russ
- Damon Whitaker (VQ : François Godin) : Bobby Tidd
- Jean Louisa Kelly (VQ : Violette Chauveau) : Rowena Morgan
- Alexandra Boyd (VQ : Élise Bertrand) : Sarah Olmstead
- Joanna Gleason (VF : Anne Plumet ; VQ : Claudine Chatel) : Gertrude Lang adulte
- Anthony Natale (VQ : Daniel Lesourd) : Coltrane « Cole » Holland (adulte de 28 ans)

## À noter
Richard Dreyfuss et Glenne Headly ont passé deux mois à apprendre la langue des signes.

## Bande originale
| 1.  | Visions of a Sunset                       | Shawn Stockman (en)                            |  |
| 2.  | One, Two, Three                           | Len Barry (en)                                 |  |
| 3.  | A Lover's Concerto                        | The Toys                                       |  |
| 4.  | Keep On Running                           | The Spencer Davis Group                        |  |
| 5.  | Uptight (Everything's Alright)            | Stevie Wonder                                  |  |
| 6.  | Imagine                                   | John Lennon                                    |  |
| 7.  | The Pretender                             | Jackson Browne                                 |  |
| 8.  | Someone to Watch Over Me                  | Julia Fordham (en)                             |  |
| 9.  | I Got a Woman                             | Ray Charles                                    |  |
| 10. | Beautiful Boy (Darling Boy)               | John Lennon                                    |  |
| 11. | Cole's Song                               | Julian Lennon et Tim Renwick                   |  |
| 12. | An American Symphony (Mr. Holland's Opus) | London Metropolitan Orchestra et Michael Kamen |  |

## Accueil

### Box-Office
Le film a rapporté 106 269 971 $ au box-office mondial, dont 82 569 971 $ aux États-Unis.
Il a réalisé 108 242 entrées en France, 56 000 en Belgique et 24 115 en Suisse.

### Accueil critique
Le film recueille 73 % de critiques positives, avec un score moyen de 6,7/10 et sur la base de 26 critiques collectées, sur le site internet Rotten Tomatoes.

## Distinctions
Sauf mention contraire, cette liste provient d'informations de l'Internet Movie Database.

### Récompenses
- BMI Film Music Award 1996 pour Michael Kamen

### Nominations
- Oscar du meilleur acteur 1996 pour Richard Dreyfuss
- Golden Globes 1996 du meilleur acteur dans un film dramatique (Richard Dreyfuss) et du meilleur scénario